# Huperzia miniata
Huperzia miniata är en lummerväxtart som först beskrevs av Antoine Frédéric Spring, och fick sitt nu gällande namn av Trev.. Huperzia miniata ingår i släktet lopplumrar, och familjen lummerväxter. Inga underarter finns listade i Catalogue of Life.